# Selling Out
Selling Out ist ein kanadischer Kurzfilm für Kino und Fernsehen aus dem Jahr 1972, produziert und inszeniert von Tadeusz Jaworski und geschrieben von Jaworski und Jack Winter.

## Handlung
Der Film handelt von einem Landwirt von der Insel Prince Edward Island, der seinen seit Generationen im Familienbesitz befindlichen Hof verkaufen muss, weil seine Kinder weggezogen sind. Er wirft die Frage auf, ob die Regierung den Verkauf kanadischer Farmen an Nichtkanadier verhindern sollte.

## Produktionshintergrund
Der Film wurde von Humber College of Applied Arts and Technology gesponsert.

## Auszeichnungen
Bei der 45. Oscarverleihung 1973 wurde er für einen Oscar als Bester Dokumentar-Kurzfilm nominiert und bei den 24. kanadischen Filmpreisen als bester Dokumentarfilm ausgezeichnet.